# Ōita prefektur
Ōita prefektur (japanska: 大分県?, Ōita-ken) är en av Japans 47 prefekturer, belägen på ön Kyūshū. Den administrativa huvudorten är Ōita. Andra betydande städer är bland annat Beppu och Usa.

## Administrativ indelning
Prefekturen var år 2016 indelad i fjorton städer (-shi) och fyra landskommuner (-machi och -mura).
Landskommunerna grupperas i tre distrikt (-gun). Distrikten har ingen administrativ funktion utan fungerar i huvudsak som postadressområden.
Städer:
- Beppu, Bungoōno, Bungotakada, Hita, Kitsuki, Kunisaki, Nakatsu, Ōita, Saiki, Taketa, Tsukumi, Usa, Usuki, Yufu.

Distrikt och landskommuner:
| - Hayami distrikt - Hiji - Higashikunisaki distrikt - Himeshima | - Kusu distrikt - Kokonoe - Kusu |

## Galleri

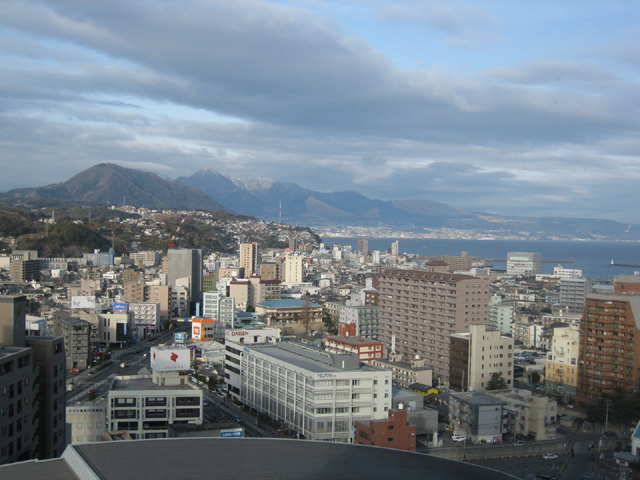
Ōita stad
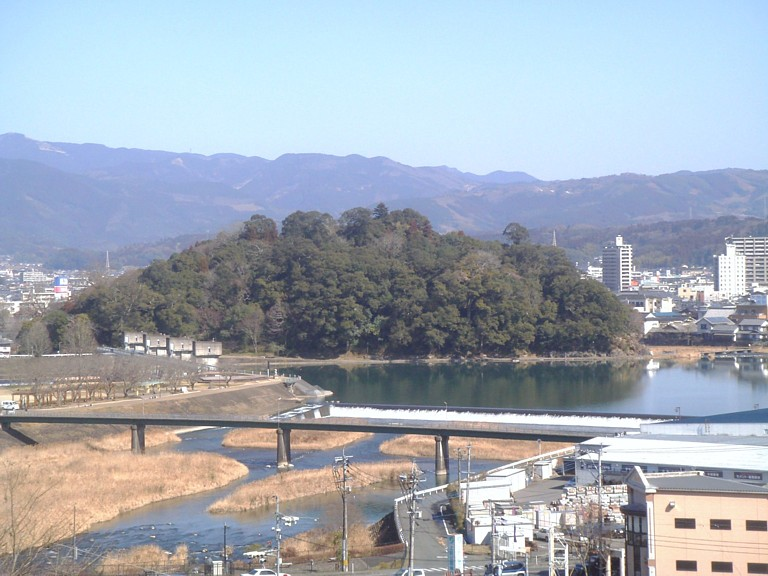
Hita
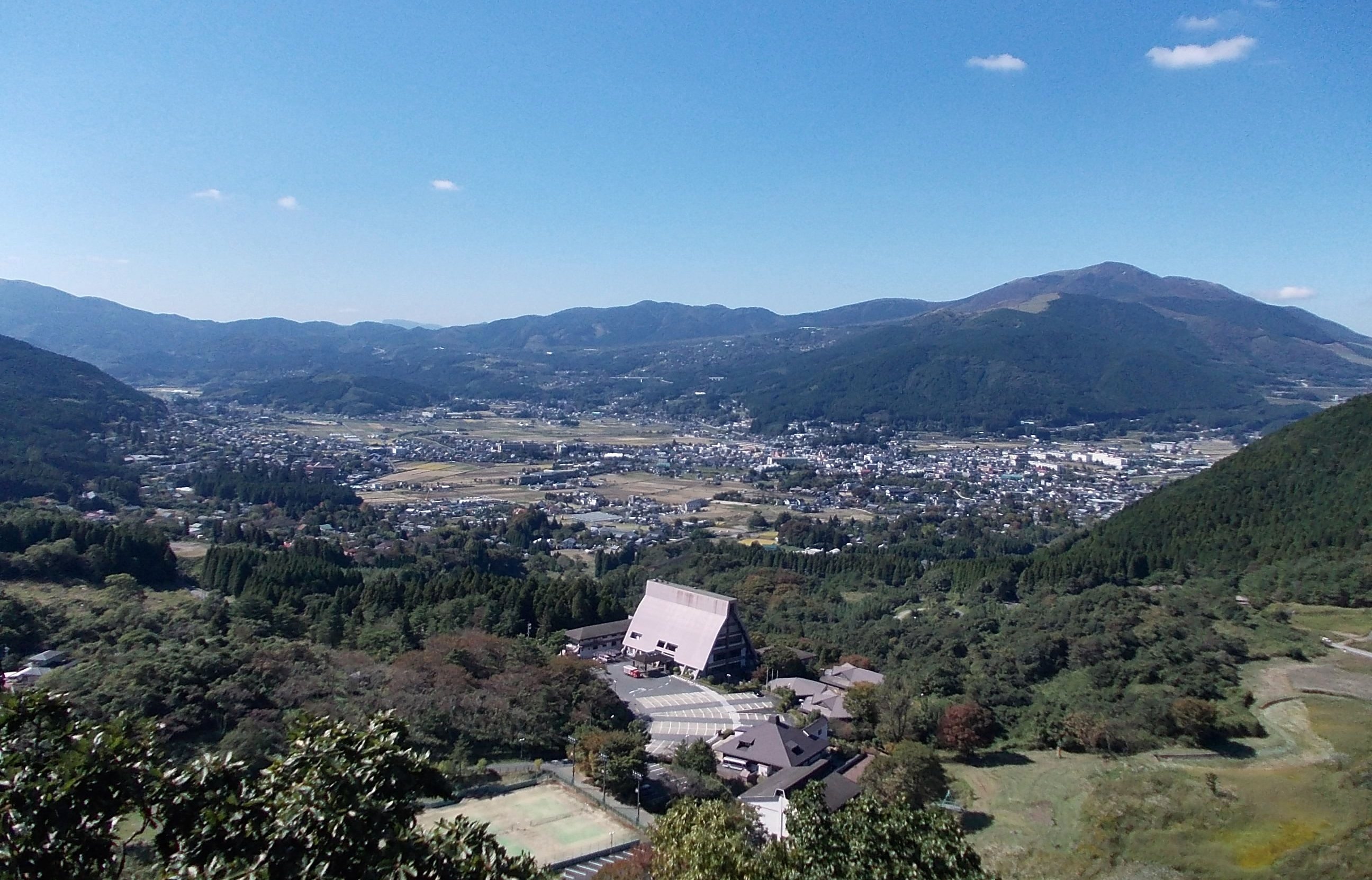
Yufu
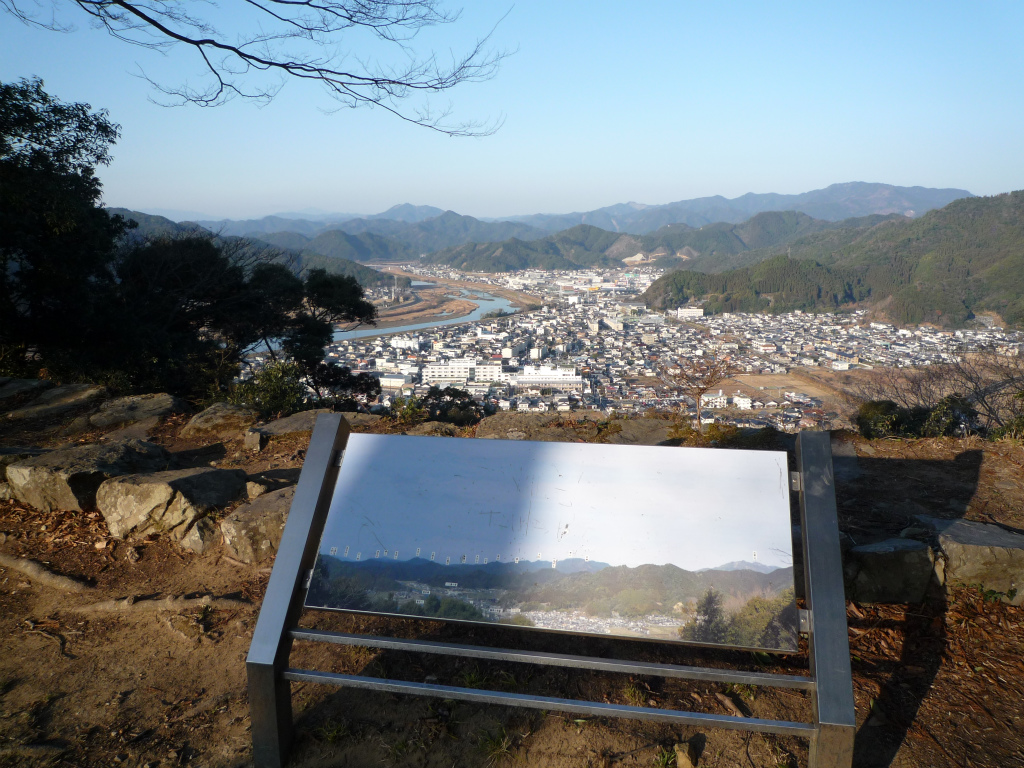
Saiki